# Cristaria leucantha
Cristaria leucantha là một loài thực vật có hoa trong họ Cẩm quỳ. Loài này được I.M.Johnst. mô tả khoa học đầu tiên năm 1929.